# Dance Again with Me Heywood!
Dance Again with Me Heywood! è un film del 2020 diretto da Michele Diomà.

## Produzione
La sceneggiatura è scritta da Michele Diomà. Il film è una favola dedicata al tema del pregiudizio, che molto spesso può limitare la libertà di espressione o anche semplicemente il riuscire ad essere se stessi. Il film è interamente girato tra le strade di Manhattan.

## Distribuzione
Dance Again with Me Heywood!  è stato presentato in anteprima mondiale alla New York University nel novembre del 2019. Il 7 dicembre 2019 si è tenuta la prima italiana del film come evento speciale del Festival del cinema di Porretta Terme.